# Pseudoleskeopsis japonica
Pseudoleskeopsis japonica là một loài Rêu trong họ Leskeaceae. Loài này được (Sull.) Z. Iwats. miêu tả khoa học đầu tiên năm 1966.